# RollerCoaster Tycoon 3 : Délires aquatiques !
RollerCoaster Tycoon 3 : Délires aquatiques ! est la première extension du jeu RollerCoaster Tycoon 3, sortie en  France en juin 2005. Elle propose de nouvelles attractions aquatiques et de nouveaux éléments de décors.

## Accueil
- Gamekult : 5/10[2]
- Jeuxvideo.com : 12/20[1]